# Emilio Lavazza
Emilio Lavazza (né le 7 août 1932 à Turin et mort dans la même ville, le 16 février 2010) est un entrepreneur italien.

## Biographie
En 1955, âgé de 23 ans, Emilio Lavazza rejoint la société qui a été fondée en 1895 par son grand-père, la Luigi Lavazza S.p.A.. En 1971, à la mort de son père Giuseppe, il est nommé directeur de l’entreprise familiale. Conjointement avec son oncle, il est président de 1979 à 2008, époque où il est nommé président d'honneur. 
Sous sa direction, le café Lavazza est l'une des plus grandes entreprises italiennes produisant un seul produit et poursuit les traditionnelles campagnes de publicité italiennes qui ont fait la célébrité de la marque depuis l'époque de Carosello (personnage interlude de la télévision italienne comparable au Petit train-rébus de Maurice Bruno diffusée à la télévision française de 1960 à 1974).
En 1993, la faculté d'Économie et de Commerce de l'université de Turin lui décerne le grade de docteur honoris causa.

## Source de traduction
- (it) Cet article est partiellement ou en totalité issu de l’article de Wikipédia en italien intitulé « Emilio Lavazza » (voir la liste des auteurs).